# خسوف القمر يونيو 2002
| خسوف القمر شبه الظل 24 يونيو 2002                    | خسوف القمر شبه الظل 24 يونيو 2002 |
| ---------------------------------------------------- | --------------------------------- |
|                                                      |                                   |
| دورة ساروس                                           | 149 (2 من 72)                     |
| غاما                                                 | -1.4439                           |
| المدة (hr: mn: sc)                                   |                                   |
| Penumbral                                            | 2:09:05                           |
| التوقيت ( UTC )                                      |                                   |
| P1                                                   | 20:22:28                          |
| الأعظم                                               | 21:27:09                          |
| P 4                                                  | 22:31:33                          |
| حركة القمر بالساعة عبر ظل الأرض في كوكبة برج العقرب. |                                   |

حدث خسوف شبه الظل للقمر في 24 يونيو 2002، وهو الثاني من ثلاثة خسوف للقمر حدثت في عام 2002. حدث هذا الخسوف للقمر خلال كأس العالم 2002 FIFA، وحدث قبل 6 أيام فقط من نهائي كأس العالم 2002 FIFA، الذي فازت به البرازيل.

## خسوف القمر ذات الصلة

### كسوف 2002
- خسوف قمري كلي في 26 مايو.
- كسوف حلقي للشمس في 10 يونيو.
- خسوف شبه الظل للقمر في 24 يونيو.
- خسوف شبه الظل للقمر في 20 نوفمبر.
- كسوف كلي للشمس في 4 ديسمبر.

### دورة السنة القمرية
| خسوفات القمر 1998–2002 | خسوفات القمر 1998–2002 | خسوفات القمر 1998–2002 | خسوفات القمر 1998–2002 | خسوفات القمر 1998–2002 | خسوفات القمر 1998–2002 | خسوفات القمر 1998–2002 | خسوفات القمر 1998–2002 | خسوفات القمر 1998–2002 |
| العقدة الهابطة         | العقدة الهابطة         | العقدة الهابطة         | العقدة الهابطة         |                        | العقدة الصاعدة         | العقدة الصاعدة         | العقدة الصاعدة         | العقدة الصاعدة         |
| ساروس                  | التاريخ                | النوع                  | غاما                   | ساروس                  | التاريخ                | النوع                  | غاما                   |                        |
| ---------------------- | ---------------------- | ---------------------- | ---------------------- | ---------------------- | ---------------------- | ---------------------- | ---------------------- | ---------------------- |
| 109                    | 08 أغسطس 1998          | خسوف كلي               | 1.4876                 | 114                    | 1999 يوليو 31          | خسوف كلي               | -1.0190                |                        |
| 119                    | 1999 يوليو 28          | خسوف شبه الظل          | 0.7863                 | 124                    | خسوف القمر يناير 2000  | خسوف جزئي              | -0.2957                |                        |
| 129                    | خسوف القمر يوليو 2000  | خسوف جزئي              | 0.0302                 | 134                    | خسوف القمر يناير 2001  | خسوف جزئي              | 0.3720                 |                        |
| 139                    | خسوف القمر يوليو 2001  | خسوف شبه الظل          | -0.7287                | 144                    | خسوف القمر ديسمبر 2001 | خسوف كلي               | 1.0732                 |                        |
| 149                    | خسوف القمر يونيو 2002  | خسوف كلي               | -1.4440                |                        |                        |                        |                        |                        |
|                        |                        |                        |                        |                        |                        |                        |                        |                        |
| آخر مجموعة             | 1998 سبتمبر 06         | 1998 سبتمبر 06         | 1998 سبتمبر 06         | آخر مجموعة             | 1998 مارس 13           | 1998 مارس 13           | 1998 مارس 13           |                        |
|                        |                        |                        |                        |                        |                        |                        |                        |                        |
| المجموعة التالية       | 2002 مايو 26           | 2002 مايو 26           | 2002 مايو 26           | المجموعة التالية       | خسوف القمر نوفمبر 2002 | خسوف القمر نوفمبر 2002 | خسوف القمر نوفمبر 2002 |                        |

### دورة نصف ساروس
سوف يسبق خسوف القمر خسوف الشمس ويتبعه 9 سنوات و5.5 أيام (نصف ساروس). يرتبط خسوف القمر هذا بكسوف جزئي للشمس من دورة ساروس 156.
| July 1, 2011 [الإنجليزية] |
| ------------------------- |
|                           |

## روابط خارجية
- خسوف القمر في سلسلة ساروس 124